# Colonización francesa de África
La Colonización Francesa de África fue un proceso mediante el cual Francia colonizó gran parte de África (principalmente África del Norte).
La colonización de África comenzó con la colonización francesa de Argelia en 1830. Después continuó con Túnez en 1881 y en Marruecos en 1912.

## Argelia
La conquista de Argelia por Francia se realizó en múltiples etapas, desde el desembarco del Ejército de África en Sidi Fredj el 14 de junio de 1830 comandados por el general Bourmont y se termina con la rendición formal del emir Abd al-Qádir ante el Duque de Aumale el 23 de diciembre de 1847. Esta fase inicial de la conquista finalizó con la anexión de Argelia por la República francesa con la creación del departamento de Argelia en diciembre de 1848. Sin embargo, las campañas para pacificar el territorio siguieron teniendo lugar y la conquista del Sahara no fue finalizada si no hasta 1902.
Desde 1830 la colonización de Argelia fue acompañada de una colonización por medio del poblamiento: Los militares franceses se instalaron en el territorio y comenzaron a vivir en el territorio conquistado. Los primeros pioneros fueron subsecuentemente acompañados de compatriotas como los corsos o incluso los alsacianos−loreneses, cuya región fue anexada por Alemania en 1870, e igualmente por inmigrantes extranjeros que llegaron por sucesivas oleadas de países mediterráneos cercanos, sobre todo de España, pero también de Italia o Malta, bajo dominio británico desde 1814. Los ciudadanos de Alemania y Suiza también fueron alentados a formar parte de la colonización.

## Marruecos
Francia firmó el Tratado de Fez en 1912 con Abd al-Hafid, sultán de Marruecos con el cual se estableció el protectorado francés de Marruecos que duro hasta la independencia marroquí en 1956.
El Marruecos francés convivió con el Protectorado español de Marruecos y con la Zona internacional de Tánger.

## Madagascar
Madagascar se colonizó mediante dos expediciones, una entre 1881 y 1882 en la cual se firmó la creación de un protectorado y otra entre 1884 y 1882 en la que se anexó Madagascar, aunque el general Joseph Gallieni terminó de pacificar la isla en 1897.

## Túnez
Ver Protectorado francés de Túnez

## África Occidental Francesa
Ver África Occidental Francesa

## África Ecuatorial Francesa
Ver África Ecuatorial Francesa

## Camerún francés
Ver Camerún francés

## Somalia francesa
Ver Somalia francesa